# 熊本県道344号池上インター線
熊本県道344号池上インター線（くまもとけんどう344ごう いけのうえインターせん）は、熊本県熊本市西区を通る予定の一般県道である。

## 概要
地域高規格道路である熊本西環状道路へのアクセス道路である。平成30年代前半の供用開始が想定されている。

### 路線データ
- 起点：熊本市西区池上町
- 終点：熊本市西区池上町（池上熊本駅IC、熊本県道342号砂原四方寄線交点）

※上記地点名は路線認定告示に基づくものである。

## 地理

### 通過する予定の自治体
- 熊本市（西区）

### 交差する予定の道路
| 交差する予定の道路                         | 交差する予定の場所 | 交差する予定の場所  |
| ------------------------------------------ | ------------------ | ------------------- |
| 熊本県道342号砂原四方寄線 / 熊本西環状道路 | 池上町             | 池上熊本駅IC / 終点 |

### 沿線
- 熊本西環状道路 池上熊本駅IC